# 汕頭市
汕頭市（スワトウし、さんとうし、潮州語：Suaⁿ-thâu、英語：Swatow）は、中華人民共和国広東省東部に位置する地級市。深圳市や珠海市と同じ、80年代初めに経済開放された都市である。中国の経済特区の1つ。

## 地理
広東省東部の潮汕平原の沿海部に位置し、西と南は掲陽市、北は潮州市に接する。東は南シナ海で、海上に浮かぶ南澳島も市域に属する。北には桑浦山、長得竜山、竜坑山、香炉山といった山がある。韓江はここで南シナ海に注ぐ。大河である榕江と、支流の紅蓮池河、鮑斉河が市街地を流れ、以前は榕江で東西に分断される形となっていたが、現在は汕頭海湾大橋が架かり、一体化している。榕江の河口には媽嶼島、徳州嶼などの島々が点在する。
亜熱帯のモンスーン気候に属し、夏に雨が多いほか、秋には台風の影響を受け、年平均降水量は2420ミリメートルある。年平均気温は21.3℃で、冬も温暖である。
| 汕頭 (1991–2020 極值 1971–2010)の気候     | 汕頭 (1991–2020 極值 1971–2010)の気候 | 汕頭 (1991–2020 極值 1971–2010)の気候 | 汕頭 (1991–2020 極值 1971–2010)の気候 | 汕頭 (1991–2020 極值 1971–2010)の気候 | 汕頭 (1991–2020 極值 1971–2010)の気候 | 汕頭 (1991–2020 極值 1971–2010)の気候 | 汕頭 (1991–2020 極值 1971–2010)の気候 | 汕頭 (1991–2020 極值 1971–2010)の気候 | 汕頭 (1991–2020 極值 1971–2010)の気候 | 汕頭 (1991–2020 極值 1971–2010)の気候 | 汕頭 (1991–2020 極值 1971–2010)の気候 | 汕頭 (1991–2020 極值 1971–2010)の気候 | 汕頭 (1991–2020 極值 1971–2010)の気候 |
| 月                                        | 1月                                   | 2月                                   | 3月                                   | 4月                                   | 5月                                   | 6月                                   | 7月                                   | 8月                                   | 9月                                   | 10月                                  | 11月                                  | 12月                                  | 年                                    |
| ----------------------------------------- | ------------------------------------- | ------------------------------------- | ------------------------------------- | ------------------------------------- | ------------------------------------- | ------------------------------------- | ------------------------------------- | ------------------------------------- | ------------------------------------- | ------------------------------------- | ------------------------------------- | ------------------------------------- | ------------------------------------- |
| 最高気温記録 °C （°F）                    | 29.0 (84.2)                           | 29.7 (85.5)                           | 31.6 (88.9)                           | 33.8 (92.8)                           | 35.5 (95.9)                           | 36.9 (98.4)                           | 38.8 (101.8)                          | 37.6 (99.7)                           | 36.9 (98.4)                           | 34.1 (93.4)                           | 32.2 (90)                             | 29.4 (84.9)                           | 38.8 (101.8)                          |
| 平均最高気温 °C （°F）                    | 18.8 (65.8)                           | 19.3 (66.7)                           | 21.6 (70.9)                           | 25.4 (77.7)                           | 28.7 (83.7)                           | 31.1 (88)                             | 32.7 (90.9)                           | 32.5 (90.5)                           | 31.5 (88.7)                           | 28.7 (83.7)                           | 25.1 (77.2)                           | 20.9 (69.6)                           | 26.36 (79.45)                         |
| 日平均気温 °C （°F）                      | 14.8 (58.6)                           | 15.3 (59.5)                           | 17.7 (63.9)                           | 21.7 (71.1)                           | 25.3 (77.5)                           | 27.9 (82.2)                           | 29.1 (84.4)                           | 28.9 (84)                             | 27.9 (82.2)                           | 25.1 (77.2)                           | 21.1 (70)                             | 16.8 (62.2)                           | 22.63 (72.73)                         |
| 平均最低気温 °C （°F）                    | 11.8 (53.2)                           | 12.6 (54.7)                           | 15.5 (59.9)                           | 18.9 (66)                             | 22.8 (73)                             | 25.5 (77.9)                           | 26.4 (79.5)                           | 26.2 (79.2)                           | 25.2 (77.4)                           | 21.9 (71.4)                           | 17.9 (64.2)                           | 13.6 (56.5)                           | 19.86 (67.74)                         |
| 最低気温記録 °C （°F）                    | 1.9 (35.4)                            | 2.1 (35.8)                            | 3.0 (37.4)                            | 8.8 (47.8)                            | 15.1 (59.2)                           | 18.0 (64.4)                           | 20.8 (69.4)                           | 21.6 (70.9)                           | 18.1 (64.6)                           | 8.2 (46.8)                            | 4.6 (40.3)                            | 0.3 (32.5)                            | 0.3 (32.5)                            |
| 降水量 mm （inch）                        | 38.0 (1.496)                          | 48.2 (1.898)                          | 85.9 (3.382)                          | 146.5 (5.768)                         | 194.3 (7.65)                          | 283 (11.14)                           | 223.2 (8.787)                         | 282.9 (11.138)                        | 149.2 (5.874)                         | 34 (1.34)                             | 43.5 (1.713)                          | 40.9 (1.61)                           | 1,569.6 (61.796)                      |
| 平均降雨日数 （≥0.1 mm）                  | 6.1                                   | 8.7                                   | 10.8                                  | 11.4                                  | 14                                    | 16.4                                  | 13.8                                  | 13.7                                  | 9.2                                   | 3.7                                   | 4.4                                   | 6.1                                   | 118.3                                 |
| % 湿度                                    | 74                                    | 77                                    | 78                                    | 79                                    | 80                                    | 83                                    | 80                                    | 80                                    | 76                                    | 69                                    | 72                                    | 71                                    | 76.6                                  |
| 平均月間日照時間                          | 144.8                                 | 112.5                                 | 112                                   | 127.3                                 | 153.8                                 | 172.6                                 | 241.9                                 | 214.5                                 | 202.7                                 | 211.9                                 | 176.8                                 | 160                                   | 2,030.8                               |
| 日照率                                    | 43                                    | 35                                    | 30                                    | 33                                    | 37                                    | 43                                    | 58                                    | 54                                    | 55                                    | 59                                    | 54                                    | 48                                    | 45.8                                  |
| 出典：China Meteorological Administration |                                       |                                       |                                       |                                       |                                       |                                       |                                       |                                       |                                       |                                       |                                       |                                       |                                       |

## 歴史

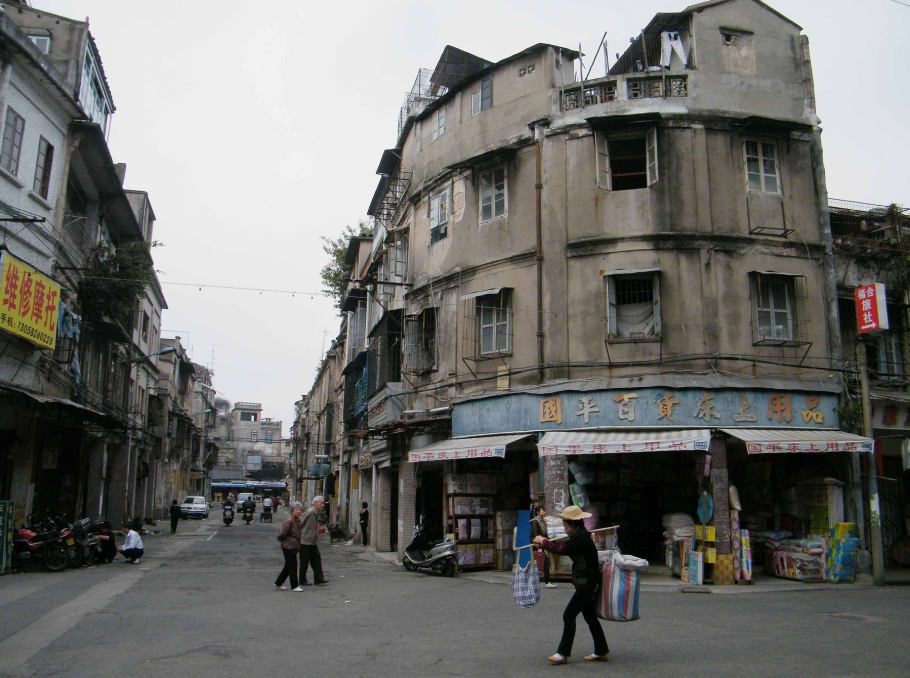
汕頭の旧市街

汕頭の市区部は古代には沿海沖積地だった。宋代には村落が形成され、掲陽県鮀江都に属した。元代になると大きな漁村が形成され、廈嶺といった。明初には蓬州守禦千戸所が設置され、1563年（嘉靖42年）、潮州府に澄海県が設置されると、これに帰属した。清の康熙年間に沙汕頭砲台が築かれ、雍正年間には汕頭と簡称するようになった。1756年（乾隆21年）、清政府は榕江河口の媽嶼島に常関を設立した。
第二次アヘン戦争（アロー戦争）を経て、それまで使用していた潮州港の治安が悪化し、代替港として1860年に対外開港された。海外には潮州語音を英語風に表した Swátōw として知られるようになった。これ以降、広東省東部の玄関口としての地位を得て発展をするようになり、1919年冬に汕頭市政局が設けられ、1921年7月市政庁が設置され、澄海と分れた。1930年正式に市政が施行され、広東省政府に属した。中華人民共和国成立後、1958年、汕頭専区が設けられ、名実共に潮汕地区の中心地となった。1981年に経済特区が設置されたが、深圳市や珠海市に比べ経済発展は限定されたものであった。1991年、行政区域の分割が行われ、潮州市、掲陽市が新たに地級市とて独立した。

## 対外関係
歴史的に華僑を多く輩出している土地であり、海外との交流が密接である。海外にいる華僑、華人及び香港、マカオ、台湾に居住している出身者は335万人を数え、世界40か国余に広がっている。とりわけ、タイ王国に在留している出身者が多い。これらの地域との独特の地縁を生かして、汕頭は対外開放初期から力を発揮してきた。友好都市としては、日本の岸和田市、カナダのセント・ジョン市、大韓民国の平沢市と提携している。

## 行政区域
6市轄区・1県を管轄する。
- 市轄区：
  - 金平区・濠江区・竜湖区・潮陽区・潮南区・澄海区
- 県：
  - 南澳県

| 汕頭市の地図                                     |
| ------------------------------------------------ |
| 竜湖区 金平区 濠江区 潮陽区 潮南区 澄海区 南澳県 |

### 年表
この節の出典

#### 汕頭市(第1次)
- 1949年10月1日 - 中華人民共和国広東省汕頭市が発足。一区から六区までの区が成立。(6区)
- 1951年9月19日 - 市内行政区域の再編により、一区から五区までの区が成立。(5区)
- 1951年10月 - 潮汕専区澄海県の一部が五区に編入。(5区)
- 1952年11月 (4区)
  - 三区・四区が合併し、三区が発足。
  - 五区が四区に改称。
- 1955年2月 - 四区の一部が分立し、五区が発足。(5区)
- 1956年1月4日 - 汕頭市が汕頭専区に編入。

#### 汕頭地区
- 1956年1月4日 - 汕頭市、潮州市、粤東行政区潮安県・澄海県・潮陽県・掲陽県・饒平県・恵来県・普寧県・大埔県・豊順県・平遠県・蕉嶺県・興寧県・五華県・梅県・南澳県を編入。汕頭専区が成立。汕頭市・潮州市が県級市に降格。(2市15県)
- 1956年9月 - 饒平県の一部が大埔県に編入。(2市15県)
- 1956年11月26日 - 興寧県の一部が江西省贛南行政区尋鄔県に編入。(2市15県)
- 1958年5月 (2市15県)
  - 澄海県・潮陽県の各一部が汕頭市に編入。
  - 潮陽県の一部が普寧県に編入。
- 1958年10月 (2市15県)
  - 潮陽県の一部が恵来県に編入。
  - 饒平県の一部が潮安県に編入。
- 1959年3月22日 (1市9県)
  - 澄海県が汕頭市に編入。
  - 潮州市が潮安県に編入。
  - 蕉嶺県が梅県に編入。
  - 平遠県が興寧県に編入。
  - 豊順県が大埔県に編入。
  - 南澳県が饒平県に編入。
  - 恵来県が普寧県に編入。
- 1959年3月31日 - 恵陽専区紫金県・海豊県・陸豊県を編入。(1市12県)
- 1959年11月 - 大埔県の一部(旧・豊順県の一部)が掲陽県に編入。(1市12県)
- 1959年12月 - 普寧県の一部(旧・恵来県の一部)が潮陽県に編入。(1市12県)
- 1960年9月30日 (1市14県)
  - 饒平県の一部が分立し、南澳県が発足。
  - 汕頭市の一部が分立し、澄海県が発足。
- 1961年3月1日 (1市14県)
  - 潮陽県の一部が普寧県に編入。
  - 普寧県・汕頭市の一部が潮陽県に編入。
- 1961年3月21日 - 汕頭市の一部が潮陽県・澄海県に分割編入。(1市14県)
- 1961年10月5日 (1市18県)
  - 梅県の一部が分立し、蕉嶺県が発足。
  - 興寧県の一部が分立し、平遠県が発足。
  - 掲陽県・大埔県の各一部が合併し、豊順県が発足。
  - 普寧県の一部が分立し、恵来県が発足。
- 1963年7月3日 - 紫金県が恵陽専区に編入。(1市17県)
- 1965年6月11日 - 汕頭市の一部が澄海県に編入。(1市17県)
- 1965年6月26日 - 梅県・大埔県・豊順県・蕉嶺県・平遠県・興寧県・五華県が梅県専区に編入。(1市10県)
- 1965年7月15日 - 掲陽県・陸豊県の各一部が合併し、掲西県が発足。(1市11県)
- 1970年 - 汕頭専区が汕頭地区に改称。(1市11県)
- 1974年12月12日 - 澄海県・潮陽県の各一部が汕頭市に編入。(1市11県)
- 1975年1月8日 - 潮陽県の一部が汕頭市に編入。(1市11県)
- 1975年2月 - 普寧県の一部が掲西県に編入。(1市11県)
- 1975年11月22日 (11県)
  - 汕頭市が地級市の汕頭市に昇格。
  - 恵来県の一部が潮陽県に編入。
- 1979年8月1日 - 潮安県の一部が分立し、潮州市が発足。(1市11県)
- 1983年12月22日 
  - 潮州市・澄海県・潮陽県・掲陽県・掲西県・普寧県・恵来県・饒平県・南澳県・潮安県が汕頭市に編入。
  - 海豊県・陸豊県が恵陽地区に編入。

#### 汕頭市(第2次)
- 1975年11月22日 - 汕頭地区汕頭市が地級市の汕頭市に昇格。紅旗区・紅陽区・紅衛区・郊区を設置。(4区)
- 1979年8月1日 (4区)
  - 紅旗区が安平区に改称。
  - 紅陽区が同平区に改称。
  - 紅衛区が公園区に改称。
- 1980年7月17日 - 公園区・郊区の各一部が合併し、金砂区が発足。(5区)
- 1983年12月22日 - 汕頭地区潮州市・澄海県・潮陽県・掲陽県・掲西県・普寧県・恵来県・饒平県・南澳県・潮安県を編入。(5区1市8県)
  - 潮安県が潮州市に編入。
- 1984年1月 - 郊区の一部が分立し、達濠区が発足。(6区1市8県)
- 1991年9月14日 (4区1市8県)
  - 郊区・金砂区の各一部が合併し、竜湖区が発足。
  - 金砂区・公園区・郊区の各一部が合併し、金園区が発足。
  - 安平区・同平区および公園区の残部・金砂区の残部・郊区の残部が合併し、昇平区が発足。
- 1991年12月7日 (4区3県)
  - 潮州市が地級市の潮州市に昇格。
  - 掲陽県が市制施行し、地級市の掲陽市に昇格。
  - 饒平県が潮州市に編入。
  - 普寧県・掲西県・恵来県が掲陽市に編入。
- 1993年4月9日 - 潮陽県が市制施行し、潮陽市となる。(4区1市2県)
- 1994年4月18日 - 澄海県が市制施行し、澄海市となる。(4区2市1県)
- 1994年4月25日 - 潮陽市の一部が分立し、河浦区が発足。(5区2市1県)
- 2003年1月29日 (6区1県)
  - 昇平区および金園区・達濠区・竜湖区の各一部が合併し、金平区が発足。
  - 河浦区および達濠区の残部が合併し、濠江区が発足。
  - 潮陽市が分割され、潮陽区・潮南区が発足。
  - 澄海市の一部が分立し、澄海区が発足。
  - 澄海市の残部・金園区の残部が竜湖区に編入。

## 交通

### 航空
- 掲陽潮汕空港 - 広州、北京、上海、廈門、昆明、西安、瀋陽等への国内便、香港、シンガポール、バンコクへの国際便が就航している。市内にあった汕頭外砂空港は2011年12月に閉鎖された。

### 鉄道

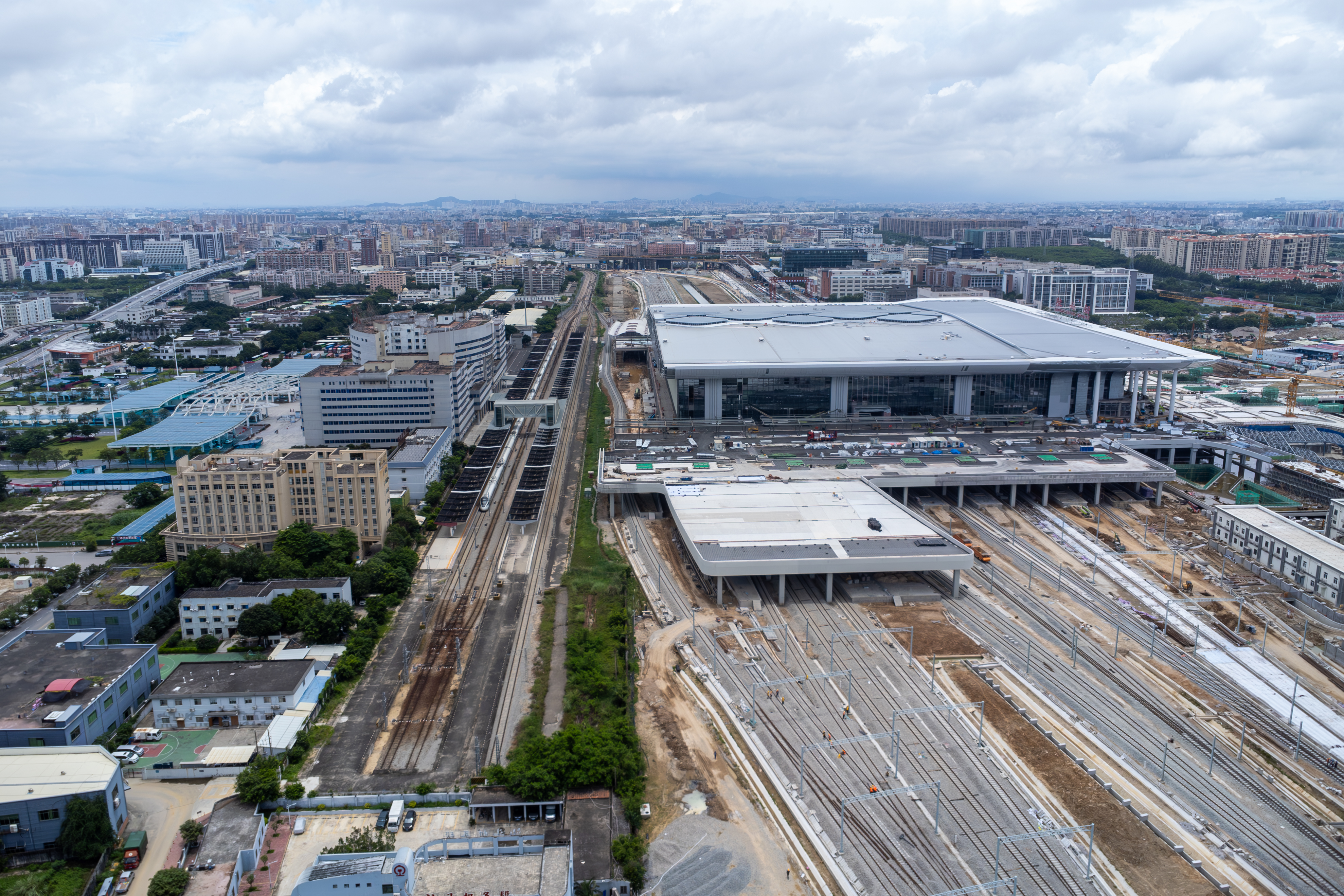
汕頭駅空撮。東側（写真右）は建設中の新駅舎（2024年6月撮影）

- 広梅汕鉄路（中国語版） - 全長480kmで、汕頭から梅州を経て、広州に通じる在来線。1995年9月27日に開通し、貨物輸送から利用が始まった。
- 廈深線 - 廈門市から、竜湖区や潮陽区を経て、深圳市を結ぶ高速鉄道路線。杭州から広州までを寧波市、福州市、厦門市といった沿岸部の都市を経由し結ぶ杭福深旅客専用線の一部であり、2013年12月28日に開通。ただし、当初は汕頭の中心部と連結されておらず、潮汕駅からの連絡線が建設され、汕頭駅とは2019年1月5日に接続された。汕頭駅と広州の間は高速列車で2時間から3時間程度[5]、深圳との間は2時間程度である。[6]
- 梅汕旅客専用線（中国語版） - 2019年に開業した高速鉄道路線。北部の梅州市方面へ向かう。
- 甬広高速鉄道（中国語版） - 既存の杭福深旅客専用線に並行して新たに建設される、浙江省寧波市と広州を結ぶ予定の路線であり、最高速度350km/hに対応している。2023年12月に汕頭南駅（中国語版）から広州までの区間が開業しており、将来的には汕頭駅に発着する。

### 道路
- 高速道路
  -  瀋海高速道路
  -  汕昆高速道路
  -  甬莞高速道路（中国語版）
  -  掲恵高速道路（中国語版）
  -  汕湛高速道路（中国語版）
  -  潮汕環線高速道路（中国語版）
  -  潮汕環線高速掲陽連絡道路（中国語版）
- 国道
  - G206国道（中国語版）
  - G228国道
  - G324国道
  - G539国道

### バスターミナル
- 汕頭市汽車総站 - 市街地西部。多くの長距離バスが発着。
- 汕頭市汽車客運中心站 - 市街地東部の汕頭駅北隣り。総站とここの両方に寄る路線もある。

### タクシー
2009年7月から初乗り2kmまで5元、1km毎に2.4元になったが、メーターを使わず、価格をふっかけることが常態化している。市街地の東西、汕頭駅から汽車総站までをメーターで走ると約20元。

### 海運
- 国内航路で、広州、湛江、海口、廈門と結ばれている。

## 教育
- 汕頭大学 - 李嘉誠の寄付で創設された。
- 広東イスラエル工科大学

## 文化
住民の多くは潮州にルーツがあり、広義の閩南語の一種である潮州語を話す。潮州語で演じる地方劇の潮劇があり、その伴奏音楽である潮楽も盛んである。
食べ物は、海の幸を生かした潮州料理の本場であり、汕頭で改良された「小吃」(軽食)や点心も多い。味はあっさりしていて、日本人の口にも合うものが多い。工夫茶と呼ばれる喫茶の習慣も根付いている。

## 観光

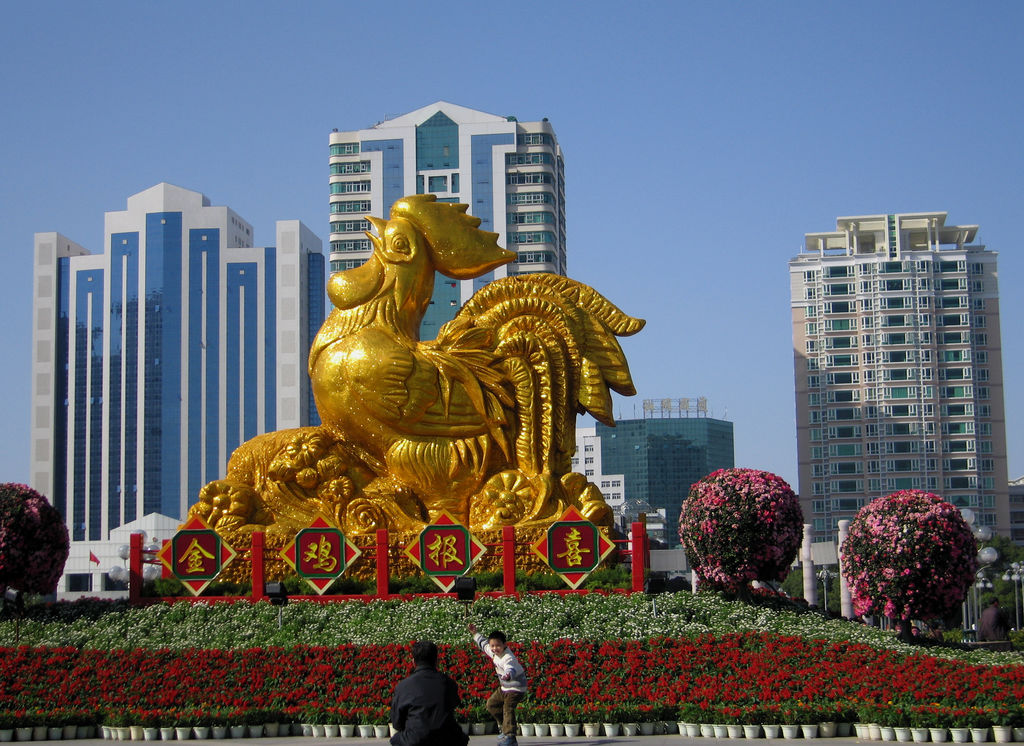
汕頭人民広場

- 北回帰線標志塔
- 汕頭市東征軍革命史迹陳列館
- 南澳海島国家森林公園
- 汕頭農業科学園
- 老媽宮
- 関帝廟
- 南澳生態旅游区（汕頭八景）
- 海門蓮花峰（汕頭八景）
- 溝南許地民俗生態旅游区
- 中信ゴルフ海浜度假村（汕頭八景）
- 白花尖大廟（九天聖母廟）
- 陳慈黌故居（汕頭八景）
- 礐石風景区
- 潮陽大峰風景区
- 青澳湾（海水浴場）
- 汕頭礐石大橋
- 媽嶼島風景区
- 華僑公園
- 汕頭海湾大橋
- 桑浦山風景区
- 達濠青雲岩風景区
- 北山湾旅游度假区
- 国際会議展覧センター
- 時代広場
- 中山公園
- 人民広場
- 金砂公園
- 浜海長廊
- 石炮台公園
- 迎賓路和迎賓広場

## 出身者
- 馬陳術 - テンセント共同創業者、官僚
- 陳運泰 - 地球物理学者
- 肖灼基 - 経済学者
- ケント・チェン - 俳優、映画監督
- 陳楸帆 - 小説家